# 普舍尼奇尼基 (多利納區)
48°53′49″N 23°51′53″E / 48.89694°N 23.86472°E
普舍尼奇尼基（烏克蘭語：Пшеничники），是烏克蘭西部的村莊，隸屬伊萬諾-弗蘭科夫斯克州的卡盧什區。該村始建於1650年，面積6.42平方公里，2001年人口624，人口密度每平方公里97.2人。